# Peridroma nigrafasciata
Peridroma nigrafasciata là một loài bướm đêm trong họ Noctuidae.